# Tambores lejanos
Tambores lejanos (Distant Drums) es una película dirigida por Raoul Walsh en 1951 y con Gary Cooper como protagonista principal. En esta película fue donde apareció el famoso grito Wilhelm (o "grito de Hollywood").

## Sinopsis
1840. El valeroso Capitán Quince Wyatt, que había adquirido justa fama de temerario por sus arriesgadas luchas sostenidas en los pantanos floridanos, tiene concertada una cita con el Teniente Richard Tufts, de la Marina de los Estados Unidos, para ponerse de acuerdo en las tácticas a seguir para resistir con sus tropas a las agresiones de los belicosos y despiadados americanos seminolas, que les son hostiles.

## Reparto
| Actor            | Personaje              |
| ---------------- | ---------------------- |
| Gary Cooper      | Capitán Quincy Wyatt   |
| Mari Aldon       | Judy Beckett           |
| Richard Webb     | Teniente Richard Tufts |
| Ray Teal         | Soldado Mohair         |
| Arthur Hunnicutt | Monk                   |
| Carl Harbaugh    | Duprez                 |
| Robert Barrat    | General Zachary Taylor |

## Producción
La película se rodó en el corazón de los pantanos de Florida, en los monumentos nacionales del sudeste de Silver Spring y en el castillo de San Marcos.